# Laterale approssimante palatale
La laterale palatale è una consonante, rappresentata con il simbolo [ʎ] nell'alfabeto fonetico internazionale (IPA).
Nell'ortografia dell'italiano tale fono è rappresentato dal trigramma ⟨gli⟩.

## Caratteristiche
La consonante laterale palatale sonora presenta le seguenti caratteristiche:
- il suo modo di articolazione è laterale, perché questo fono è dovuto all'occlusione della parte centrale del canale orale (la bocca), che costringe l'aria a passare dai lati;
- il suo luogo di articolazione è palatale, perché nel pronunciare tale suono la punta della lingua tocca il palato;
- è una consonante sonora, in quanto questo suono è prodotto con la vibrazione delle corde vocali.

## In italiano
In italiano il suono viene rappresentato da ⟨gl⟩ davanti a i, e ⟨gli⟩ davanti alle altre vocali. Il semplice digramma ⟨gl⟩ vale sempre /ɡl/, come scritto, davanti ad a, e, o, u; può valere sia /ʎ/ che (molto raramente) /ɡl/ davanti a i, seppur con qualche limitazione: ⟨ngl⟩ vale sempre /nɡl/, dal momento che sono impossibili in italiano le combinazioni [nʎ] e [ŋʎ].
Il suono è autogeminante in posizione intervocalica (anche in fonosintassi), ed è relativamente recente: deriva dal nesso latino /lj/ (non da /ɡl/ che di solito si conserva). La grafia si stabilizzò durante il Rinascimento per analogia con la nasale palatale, grafia a sua volta mutuata direttamente dalla grafia latina, dal momento che ⟨gn⟩, in epoca classica /ŋn/, diede esito /ɲ/ già intorno al III/IV secolo, e così si pronuncia nel latino ecclesiastico.

## Altre lingue

### Greco
Nella lingua greca tale fono è reso ⟨λ⟩ + /i/ (come palatalizzante) seguiti da vocale (facente parte della stessa sillaba) nell'alfabeto greco:
- φωλιά (traslitterato phōliá) "tana, nido, rifugio, covo, nascondiglio" [foˈʎɐ]
- δουλειά (traslitterato douleiá) "lavoro, affare, faccenda, impiego, occupazione, mestiere, professione" [ðuˈʎɐ]

### Croato
Nella lingua croata tale fono è reso con la grafia ⟨lj⟩.

### Spagnolo
Nella lingua spagnola tale suono è reso con il digramma ⟨ll⟩ (sebbene questo suono in molte varietà dell'idioma sia confluito con quello di ⟨y⟩, la fricativa palatale sonora).

### Galiziano
Nella lingua galiziana tale suono è reso con il digramma ⟨ll⟩:
- pallaso [paˈʎaso]